# Kinzig (dopływ Renu)
Kinzig – rzeka w Niemczech o długości 93 km, największy dopływ Renu na obszarze Schwarzwaldu. Swoje źródło ma w Gminie Loßburg. Nazwa rzeki ma prawdopodobnie pochodzenie celtyckie.

## Literatura
- Emil Imm (Hrsg.): Land um Kinzig und Rench. Rombach, Freiburg 1974, ISBN 978-3-7930-0241-3
- Kurt Klein: Leben am Fluss. 2. Auflage. Lehmann, Heidelberg 2002, ISBN 978-3-922663-75-1
- A. Stalf: Korrektion und Unterhaltung der Kinzig. In: Die Ortenau. Zeitschrift des Historischen Vereins für Mittelbaden, 19. Offenburg, 1932, S. 124–144.